# Ledwa Mahua
Ledwa Mahua is een census town in het district Sant Kabir Nagar van de Indiase staat Uttar Pradesh.

## Demografie
Volgens de Indiase volkstelling van 2001 wonen er 11.524 mensen in Ledwa Mahua, waarvan 52% mannelijk en 48% vrouwelijk is. De plaats heeft een alfabetiseringsgraad van 44%.